# Aleksiej Czetonow
Aleksiej Siemionowicz Czetonow (ros. Алексей Семёнович Четонов, ur. 1916 we wsi Szanda obecnie w rejonie gurjewskim w obwodzie kemerowskim, zm. 30 stycznia 1945 we wsi Przytok w województwie lubuskim) – radziecki wojskowy, starszy sierżant, uhonorowany pośmiertnie tytułem Bohatera Związku Radzieckiego (1945).

## Życiorys
Urodził się w teleuckiej rodzinie chłopskiej. Skończył trzy klasy szkoły podstawowej, pracował jako brygadzista w kołchozie, w latach 1938–1940 odbywał służbę w Armii Czerwonej. W lipcu 1941 ponownie został powołany do armii i w sierpniu 1941 skierowany na front, walczył na Froncie Zachodnim, Centralnym, Białoruskim i 1 Białoruskim. W czerwcu 1943 został ranny, po wyleczeniu wrócił na front. Był pomocnikiem dowódcy plutonu rusznic przeciwpancernych 56 gwardyjskiego pułku kawalerii 14 Gwardyjskiej Dywizji Kawalerii 7 Gwardyjskiego Korpusu Kawalerii w stopniu starszego sierżanta, wiosną 1944 walczył na terytorium obwodu wołyńskiego, w jednej z walk w maju 1944 zastąpił dowódcę plutonu i odparł kontratak Niemców, zabijając wraz z plutonem 24 żołnierzy wroga. Odznaczono go za to orderem Czerwonej Gwiazdy. Latem 1944 brał udział w operacji brzesko-lubelskiej, w tym forsowaniu Bugu 21 lipca, wyzwalaniu Chełma 22 lipca i walkach o Lublin w dniach od 23 do 25 lipca, gdzie przy odpieraniu ataku przeciwnika zniszczył czołg; otrzymał za to swój drugi order. 28 lipca 1944 brał udział w forsowaniu Wisły w rejonie Puław i walkach o przyczółek na zachodnim brzegu Wisły. W styczniu 1945 uczestniczył w operacji wiślańsko-odrzańskiej, w tym walkach w rejonie Tomaszowa 16 stycznia i Łodzi 19 stycznia. Później wraz z plutonem dotarł do Odry, którą sforsował 30 stycznia i uchwycił przyczółek na lewym brzegu. Podczas kontrataku Niemców zniszczył dwa stanowiska erkaemów i jedno stanowisku cekaemu, zadając Niemcom straty w ludziach, po czym został śmiertelnie ranny i zmarł. Pochowano go 14 km na północny wschód od Zielonej Góry, po wojnie grób przeniesiono na cmentarz wojskowy w Międzyrzeczu.

## Odznaczenia
- Złota Gwiazda Bohatera Związku Radzieckiego (pośmiertnie, 27 lutego 1945)
- Order Lenina (pośmiertnie, 27 lutego 1945)
- Order Czerwonej Gwiazdy (dwukrotnie, w tym 4 sierpnia 1944)
- Medal za Odwagę